# That's Right!
That's Right! (підзаголовок Nat Adderley and the Big Sax Section) — студійний альбом американського джазового корнетиста Нета Еддерлі, випущений у 1960 році лейблом Riverside.

## Опис
Один з найкращих ранніх альбомів корнетиста Нета Еддерлі, That's Right містить вісім композицій (шість з яких з аранжуванням Джиммі Гіта), на яких Нет грає з п'ятьма саксофоністами (альт Кеннонболл Еддерлі, баритон Тейт Х'юстон, тенори Юсеф Латіф, Джиммі Гіт і Чарлі Роуз) і  ритм-секцією під керівництвом піаніста Вінтона Келлі. Попри присутність його брата Кеннонболла, ця сесія майже повністю належить Нету (альт-саксофоніст грає лише одне соло), хоча на ній є достатньо простору для соло трьох тенорів. Найбільше на альбомі виділяються власна композиція Нета «The Old Country», зворушлива версія «The Folks Who Live on the Hill» і «You Leave Me Breathless».

## Список композицій
1. «The Old Country» (Нет Еддерлі) — 3:54
2. «Chordnation» (Джиммі Гіт) — 6:09
3. «The Folks Who Live on the Hill» (Оскар Гаммерстайн ІІ, Джером Керн) — 4:15
4. «Tadd» (Баррі Гарріс) — 4:13
5. «You Leave Me Breathless» (Ральф Фрід, Фредерік Голландер) — 4:14
6. «Night After Night» (Джо Бейлі) — 2:29
7. «E.S.P.» (Баррі Гарріс) — 3:47
8. «That's Right!» (Нет Еддерлі) — 8:56

## Учасники запису
- Нет Еддерлі — корнет
- Джуліан «Кеннонболл» Еддерлі — альт-саксофон
- Джиммі Гіт, Чарлі Роуз — тенор-саксофон
- Юсеф Латіф — тенор-саксофон, флейта, гобой
- Тейт Х'юстон — баритон-саксофон
- Вінтон Келлі — фортепіано
- Джим Голл (2, 3, 5), Лес Спенн (1, 4, 6—8) — гітара
- Сем Джонс — контрабас
- Джиммі Кобб — ударні
- Джиммі Гіт (1—5, 7), Джиммі Джонс (6), Норман Сіммонс (8) — аранжування

Технічний персонал
- Оррін Кіпньюз — продюсер, текст
- Рей Фаулер — інженер [запис]
- Лоуренс Н. Шустак — фотографія
- Кен Дірдофф — дизайн [обкладинка]